# Ratislav I
Rastic I, Rastiz I o Ratislav I (en eslovaco moderno Rastislav, en el moderno checo Rostislav) fue el segundo Gran Príncipe de Moravia entre 846 y 870.
Al morir Mojmír I en 846, Rastislav fue designado por el rey de Francia Oriental, Luis el Germánico, como Príncipe de la Gran Moravia. 
Luego de profundas luchas, logra la consolidación interna y asume el título de rex (rey). Trató de limitar la influencia de la Francia Oriental, por lo que entró en contacto con el emperador bizantino Miguel III solicitando la evangelización de los eslavos en su propio idioma. El emperador envió a los hermanos Cirilo y Metodio, los cuales realizaron una gran labor cultural creando el alfabeto glagolítico y traduciendo la Biblia al antiguo eslavo eclesiástico.
En 864 Luis el Germánico atacó nuevamente, teniendo esta vez que reconocer la supremacía de Francia Oriental. 
En 870 un desencuentro entre Ratislav y su sobrino, Svatopluk, desata el conflicto interno. Svatopluk, aliado con Carlomán de Baviera, derrota a Ratislav, quien es encerrado en un monasterio, muriendo ese mismo año.